# Ranitomeya flavovittata
Ranitomeya flavovittata é uma espécie de anfíbio da família Dendrobatidae.
Ocorre no Peru, na região de Loreto, e possivelmente no Brasil, nos estados do Acre e Amazonas (registros na Reserva Extrativista do Alto Juruá e no Parque Nacional da Serra do Divisor).